# Barranquilla
Barranquilla ou Barranquilha localmente [baraŋˈkiʝa] (escutarⓘ) (em espanhol: Barranquilla) é uma cidade da Colômbia, capital do departamento do Atlántico. Localiza-se no norte do país, perto do mar das Caraíbas. Tem cerca de 2 milhões de habitantes, sendo atualmente uma das cidades mais populosas do país.
Foi fundada em meados de 1629, mas não há registros oficiais sobre sua data de fundação. No entanto, os habitantes da cidade celebram o dia 7 de abril como o aniversário da cidade, pois foi nesse dia, no ano de 1813, que a cidade foi estabelecida legalmente como uma vila. Barranquilla possui um dos mais importantes portos da América do Sul, recebendo desde a Segunda Guerra Mundial, imigrantes de várias partes do mundo. É um dos lares e o local de nascimento da estrela pop internacional Shakira, da atriz e modelo Sofía Vergara e da Miss Universo 2014, Paulina Vega. O escritor Gabriel García Márquez morou e estudou em Barranquilla em sua infância e juventude.
A cidade é sede de uma das festividades folclóricas e culturais mais importantes da Colômbia: O Carnaval de Barranquilla, declarado Patrimônio Cultural da Nação pelo Congresso da Colômbia em 2001 e Obras-primas do Patrimônio Oral e Imaterial da Humanidade pela Unesco em 2003.

## História
A diferença de cidades colombianas como Cartagena ou Bogotá, Barranquilla não foi fundada durante a época da Colonização espanhola na América. Registra-se seu assentamento formal em 1629. Por esta razão, a cidade não celebra sua fundação, se não o momento no qual foi declarada posteriormente Vila o 7 de abril de 1813.
É uma cidade nascida na troca do encontro cultural das pessoas graças ao seu desenvolvimento como porto fluvial durante o século XIX. Desde as ultimas décadas desse século, os principais grupos migratórios que tinham entrado no país, o fizeram tendo como destino a cidade como porta de passagem para o interior do país. Muitos outros estrangeiros que chegaram na cidade por diversos motivos.

## Geografia

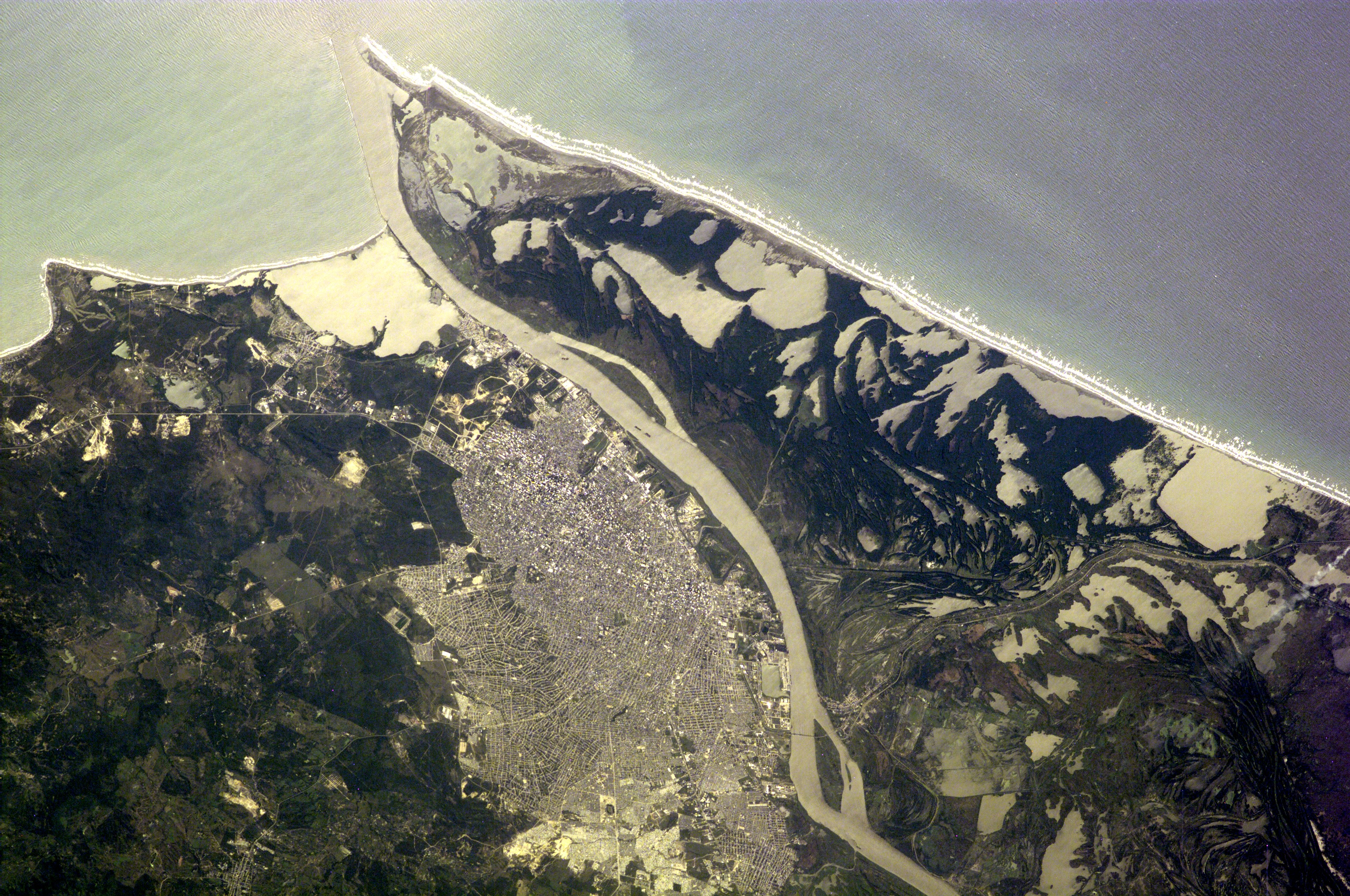
Imagem de satélite de Barranquilla.

A cidade está localizada no vértice norteoriental do departamento do Atlántico, sobre a beira ocidental do rio Magdalena, a 7,5 km de seu fim no Mar do Caribe. Tem uma expansão de 154 km² equivalentes ao 4,5 % da superfície do departamento do Atlántico. Barranquilla se encontra na latitude 10º 59' 16" ao norte do equador e numa longitude de 74º 47' 20" ao ocidente de Greenwich (10° 59′ 16″ N, 74° 47′ 20″ O), tomando como referência o quilometro zero da cidade, localizado na "Plaza de La Paz". A área urbana está edificada sobre um plano ligeiramente inclinado nas quais alturas extremas, segundo o Instituto Geográfico Agustín Codazzi, são 4 msnm ao este e 98 msnm ao oeste.
Políticamente, Barranquilla limita ao este com o departamento do Magdalena (por meio do rio Magdalena), ao norte com o município de Puerto Colombia e com o Mar Caribe, ao oeste com os municípios de Puerto Colombia, Galapa e Tubará e ao sul con o município de Soledad.

### Clima
Barranquilla tem um clima tropical com estação seca (Aw) de acordo com a classificação climática de Köppen; faz calor o ano todo, com altos níveis de umidade relativa. A temperatura média é de 28,4°C. A temperatura diurna geralmente permanece em torno de 32°C. No entanto, desde o final de novembro até o início de abril, ventos alísios trazem uma temperatura mais confortável durante o dia. Durante a noite, a temperatura pode mudar devido aos fortes ventos que chegam. As estações chuvosas são de abril a junho e de agosto a novembro, quando algumas ruas inundam a produção de "arroios" (córregos) que podem ser muito perigosos, dada a falta de drenagem de chuva adequada em alguns setores da cidade.

## Política

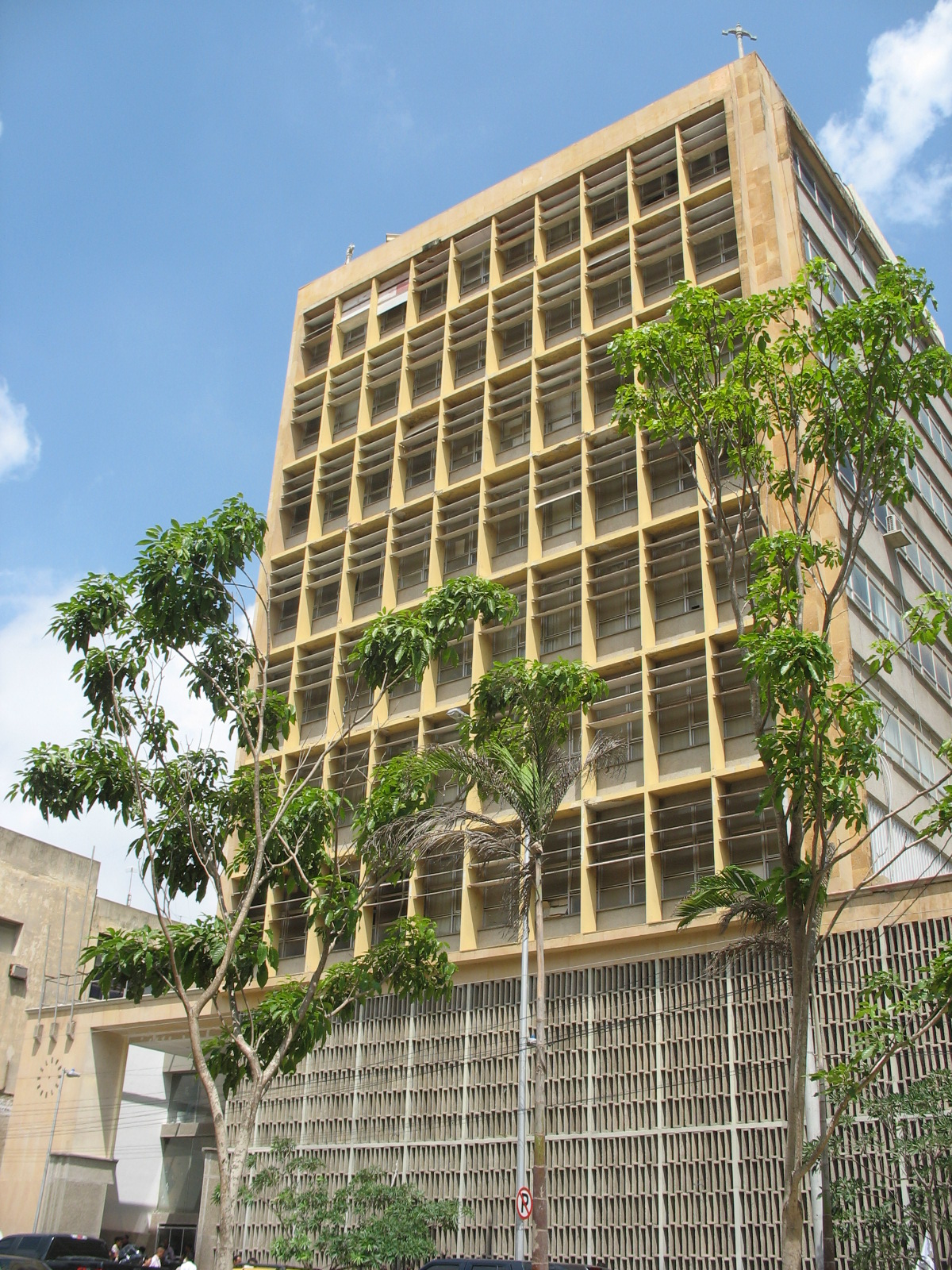
Prefeitura de Barranquilla.

### Cidades-irmãs
- Buenos Aires, Argentina
- Kaohsiung, Taiwan
- Nanjing, China
- Brownsville, Estados Unidos[6]
- Tampa, Estados Unidos
- Miami, Estados Unidos
- Aberdeen, Reino Unido

## Economia

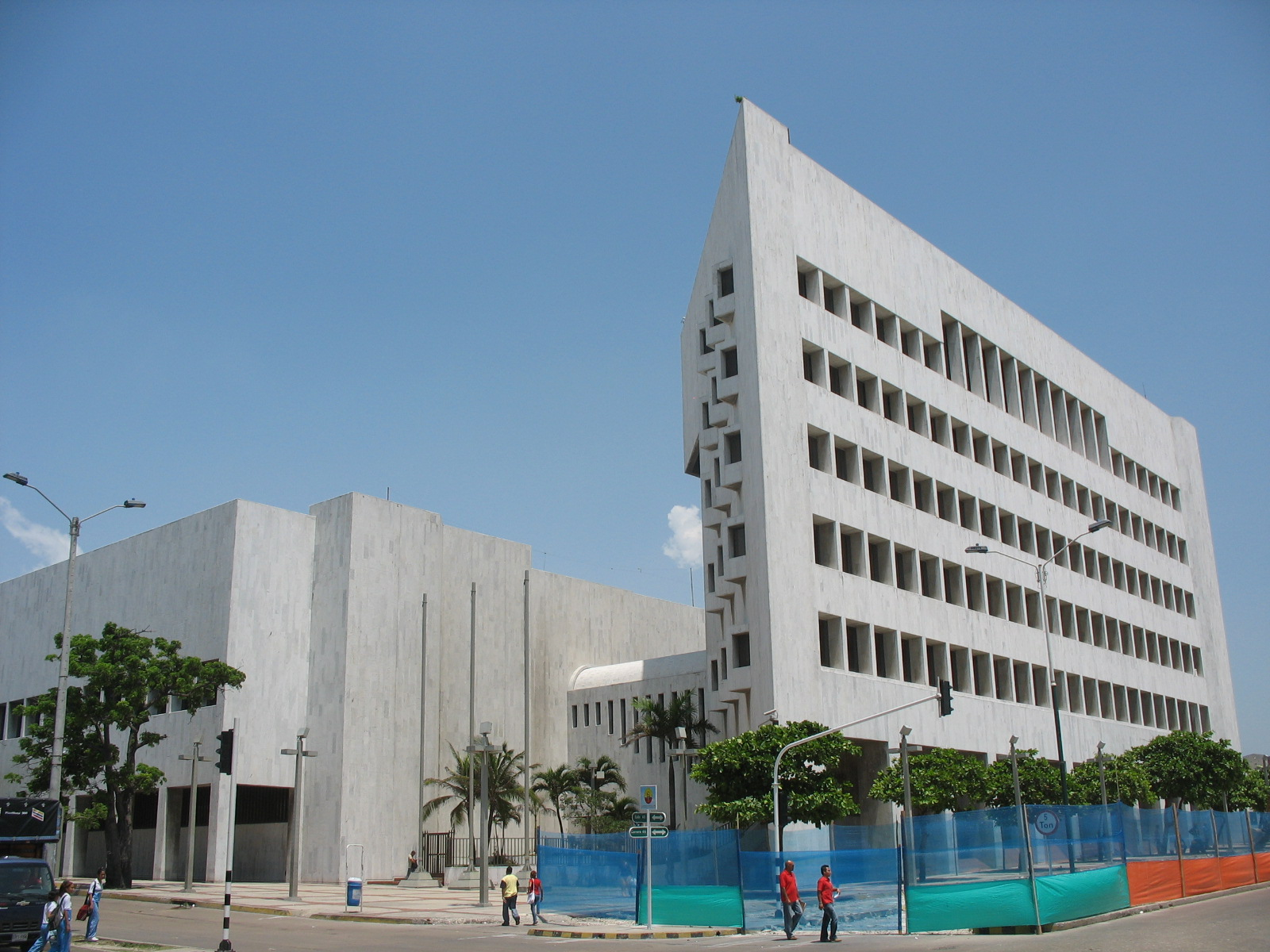
Sede do Banco de la República.

Para dar um impulso ao desenvolvimento da infra-estrutura da cidade, empréstimos do Banco Internacional para Reconstrução e Desenvolvimento (BIRD) foram solicitados a partir de 1952 para melhorar os serviços municipais de abastecimento de água e sistema de esgoto. [91] Devido à sua importância no setor da economia nacional, o município de Barranquilla passou para a categoria de Distrito Industrial Especial e Porto em 1993. Barranquilla é um importante centro industrial e sua atividade econômica é dinâmica, concentrada principalmente na indústria, comércio, finanças, serviços e pesca. Entre os produtos industriais estão gorduras e óleos vegetais, produtos farmacêuticos, químicos, calçados industriais, produtos lácteos, carnes, bebidas, sabão, materiais de construção, móveis, plásticos, cimento, peças para metalurgia, vestuário, ônibus e barcos, e derivados de petróleo. Seu porto também é o centro do algodão das áreas rurais, café e petróleo, além dos diversificados produtos industriais fabricados na cidade.
Os árabes (sírio-libaneses) e os judeus que eram um pequeno grupo de imigrantes no país no final do século XIX estavam exclusivamente envolvidos em atividades comerciais e fizeram significativos acréscimos de valor à economia da região natural caribenha na Colômbia como um todo e a Barranquilla em especial. Sua presença proeminente na comunidade conhecida como "burguesia cosmopolita" como elites sociais e políticas, o que lhes permitiu diversificar suas atividades.

### Turismo

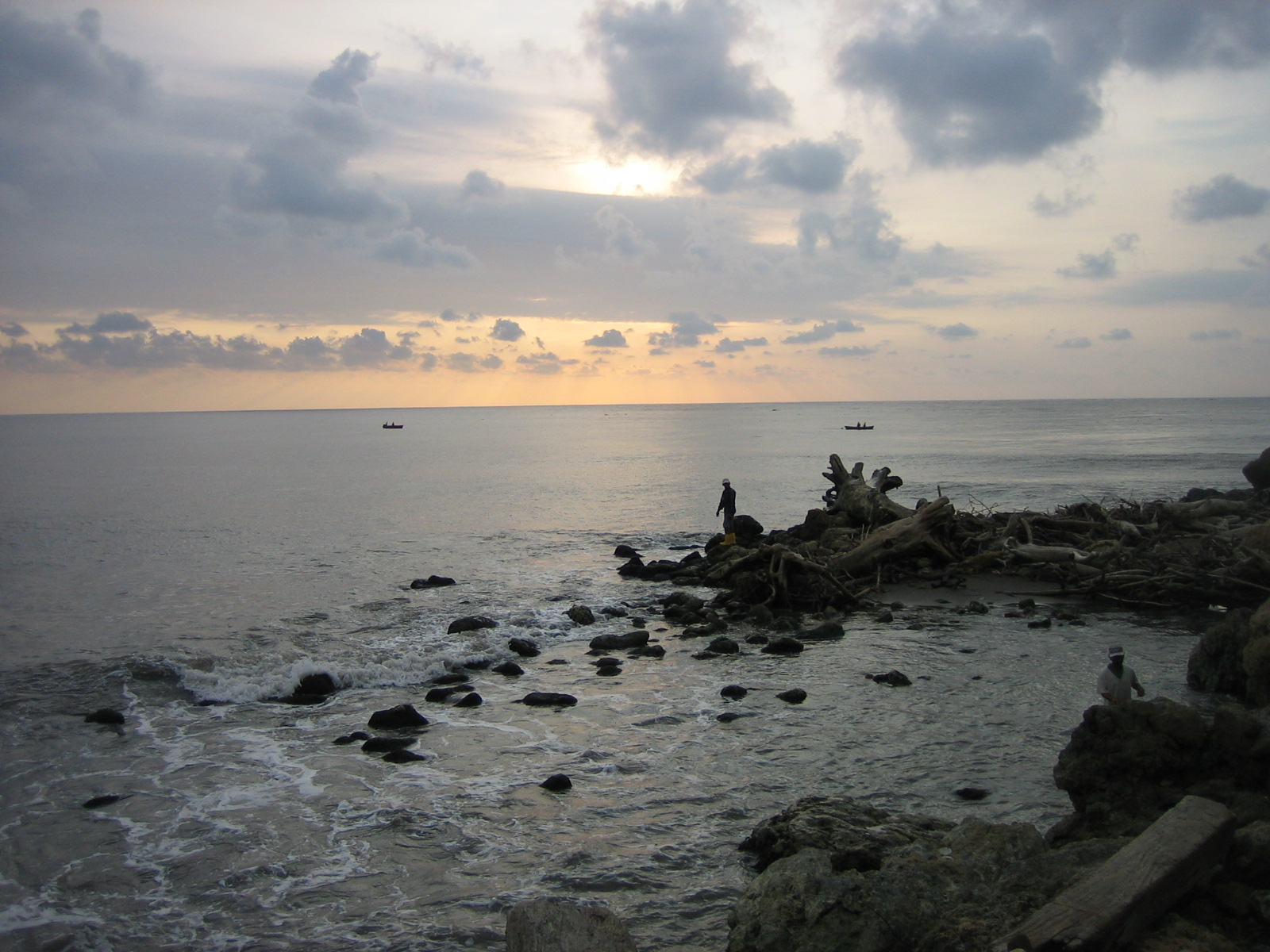
Bocas de Ceniza.

Um lugar de particular importância para a cidade são as "Bocas de Ceniza" (em português "Bocas de Cinzas) assim se conhece o fim do Rio Magdalena no Mar do Caribe. Sua importância é devido ao acesso ao Porto de Barranquilla.
Ocasionalmente se organizam passeios fluviais que partem de "Las Flores" até a ponte Pumarejo e volta até Bocas de Ceniza para terminar sua viagem no ponto de partida. Também se podem realizar excursões particulares em barcos ou lanchas pelo rio, apreciar os restaurantes da zona e percorrer as pântanos e braços.
O zoológico de Barranquilla é um santuário de fauna e flora que abriga vistosas espécies animais nativas e de outros continentes, fazendo ênfase na fauna colombiana e na proteção das espécies ameaçadas. Poderão ser apreciados mais de 500 animais pertencentes a 140 espécies, desde galinhas até elefantes ou leões, passando por toda classe de mamíferos, peixes, aves, répteis, anfíbios e primatas.
O setor mais moderno e bem dotado em termos de infra-estrutura, com os melhores bairros, parques, hotéis e shoppings. É além disso o eixo da vida cultural e financeira de Barranquilla. Apresenta novos desenvolvimentos na infra-estrutura e projetos arquitetônico urbanísticos de grande importância.

## Infraestrutura

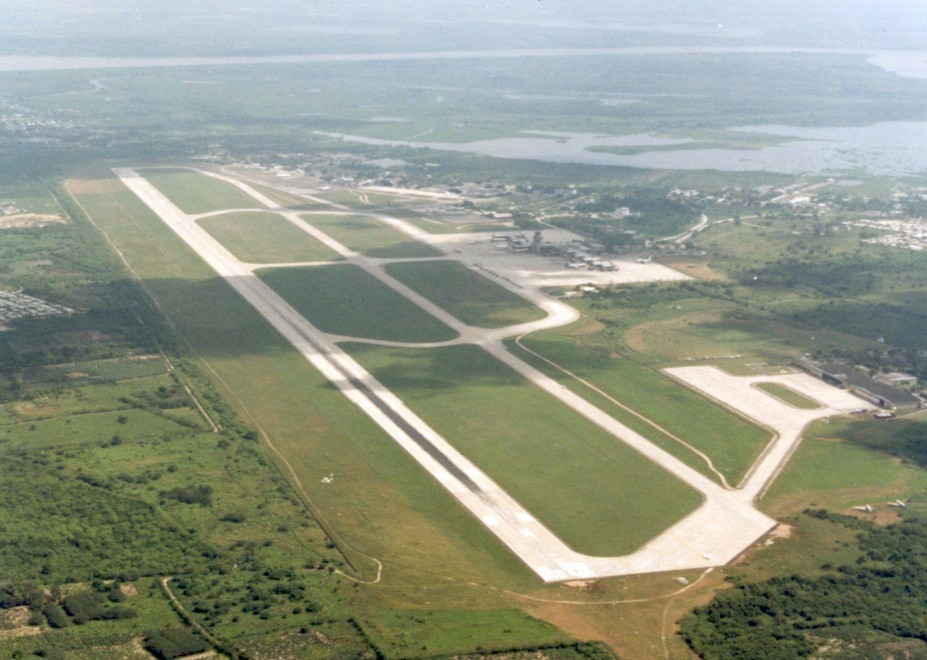
Aeroporto Internacional Ernesto Cortissoz.

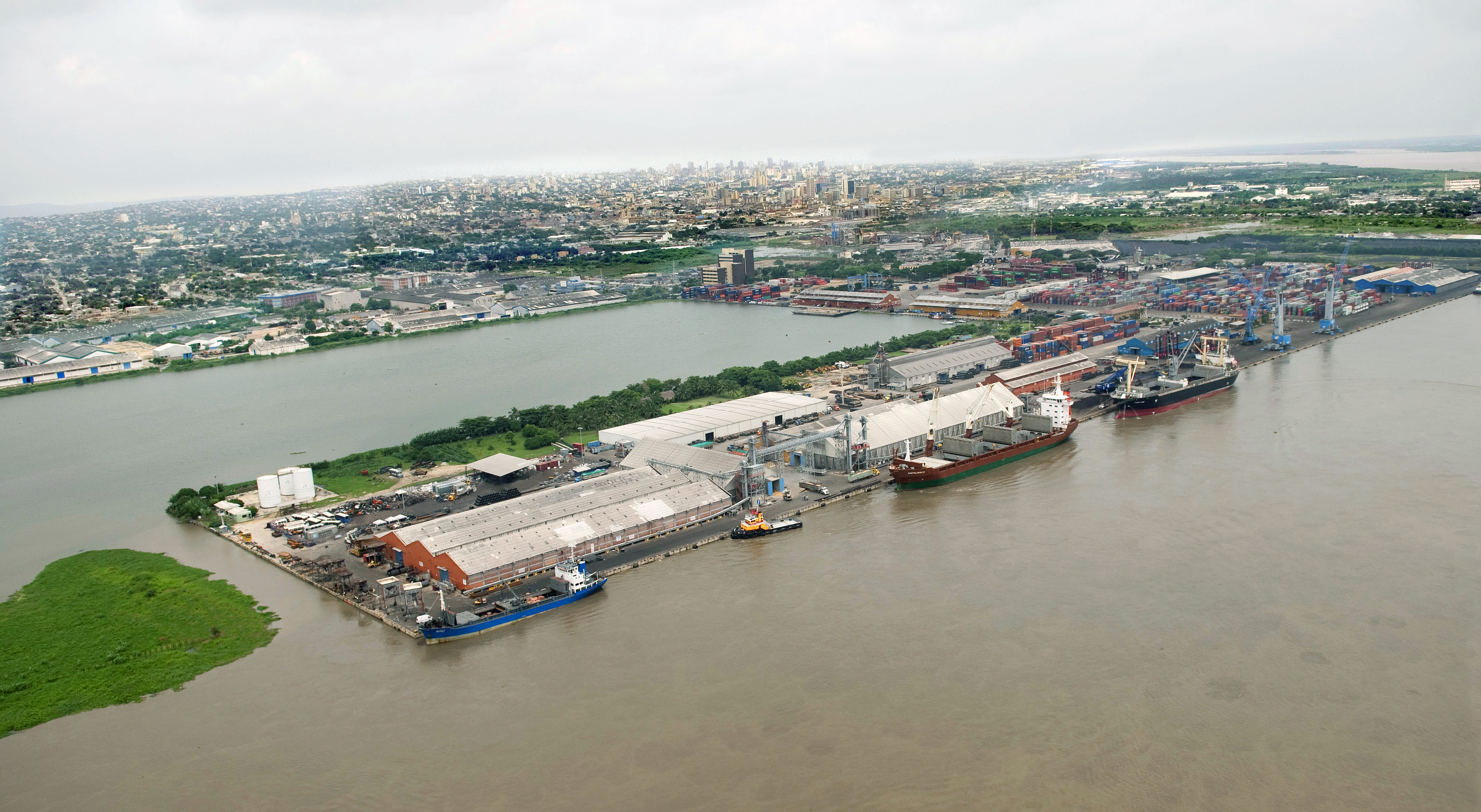
Porto de Barranquilla.

### Transportes
O Aeroporto Internacional Ernesto Cortissoz foi construído em Barranquilla em 1919, tornando-se o primeiro da América do Sul. A cidade é servida por voos domésticos e internacionais.
A ponte de Pumarejo sobre o rio Magdalena é uma das obras de engenharia civil mais proeminentes da cidade e a mais longa da Colômbia, com pouco mais de 1,5 km. O tráfego na cidade e sua área metropolitana é governado a partir de 2009 pelo Ministério da Mobilidade.
Em 2001, a administração do distrito começou a desenvolver o sistema metropolitano de transporte coletivo TransMetro. Este sistema de transporte usa ônibus articulados que viajam em pistas exclusivas e estações onde os passageiros embarcam. Em 2015, o sistema foi usado por cerca de 110.000 pessoas por dia.
Barranquilla tem um grande porto marítimo e fluvial, o terceiro maior em volume de carga no país. O terminal aquático é gerenciado, operado e comercializado pela empresa privada Portuaria Regional de Barranquilla. O tráfego através do porto de Barranquilla é regulado pelo Capitão do Porto de Barranquilla, que é responsável pela direção, coordenação e controle das atividades marítimas, como chegadas, partidas, status de navios, segurança, licenciamento, anúncios, entre outros.